# Список альбомов № 1 в США в 1967 году (Billboard)
Список альбомов № 1 в США в 1967 году (#1 1967 Billboard 200) — включает альбомы, возглавлявшие главный хит-парад Северной Америки каждую из 52 недель 1967 года по данным журнала Billboard. В нём котором учитываются наиболее продаваемые альбомы исполнителей США на физических носителях (грампластинки). Составляется редакцией старейшего музыкального журнала США Billboard.
В 1967 году группа The Monkees поставила исторический рекорд: сразу четыре её альбома возглавляли попеременно еженедельный хит-парад за один календарный год. Они были на вершине в начале года с их дебютным альбомом The Monkees, который последние восемь недель 1966 года занимал первое место. Диск The Monkees провёл первые пять недель 1967 года на первом месте, пока он не был заменен 11 февраля их следующим диском More of the Monkees. Этот альбом занимал лидирующие позиции 18 недель подряд. После недельного перерыва из-за лидерства Херба Альперта и Tijuana Brass — третий альбом The Monkees, Headquarter, занял первое место в июне на одну неделю. А следующие 11 недель провёл на втором месте позади культового альбома Sgt. Pepper’s Lonely Hearts Club Band группы The Beatles, который стал переломным этапом в развитии рок-музыки. The Monkees вернулись на первое место в декабре с альбомом Pisces, Aquarius, Capricorn & Jones, Ltd., который провёл последние пять недель года на вершине хит-парада. С марта 1956 года, когда чарт Billboard 200 начал публиковаться на постоянной, еженедельной основе, ни у кого больше не было четырёх альбомов № 1 за календарный год (по состоянию статистики на декабрь 2021 года). И только у восьми исполнителей (4 группы, 3 певца и одна певица) было по три альбома № 1 за один календарный год. Битлз добивались этого трижды (1964, 1965, 1966). Элвис Пресли сделал это дважды (1957, 1961). Группа The Kingston Trio один раз в 1960 году, Herb Alpert & the Tijuana Brass в 1966 году, Элтон Джон в 1975 году (Elton John’s Greatest Hits, 5 недель в 1974 и 5 недель в 1975; Captain Fantastic and the Brown Dirt Cowboy, 7 недель в 1975 и первый в истории дебют на вершине Billboard 200; Rock of the Westies, 3 недели в 1975 и второй дебют на вершине чарта), кантри-певец Гарт Брукс в 1998 году (Sevens — 3 недели в 1997 и 2 недели в 1998; The Limited Series 2 недели 1998; Double Live 4 недели); концертный коллектив Glee Cast в 2010 году (в пространстве восьми недель: Glee: The Music, the Power of Madonna одну неделю № 1 в мае, Glee: The Music, Volume 3: Showstoppers две недели в июне, Glee: The Music, Journey to Regionals одну неделю в июне); певица Тейлор Свифт в 2021 году. Свифт — единственная сольная исполнительница-женщина, записавшая три альбома № 1 за календарный год. Evermore, занявший первое место в последнюю неделю 2020 года, лидировал ещё три дополнительных недели в 2021 году. Fearless (Taylor’s Version) провел две недели на вершине в 2021 году. Red (Taylor’s Version) в течение недели лидировал, пока его не сменила Адель с 30.

## Список альбомов № 1
| Дата        | Альбом                                    | Исполнитель                       |
| ----------- | ----------------------------------------- | --------------------------------- |
| 7 января    | The Monkees                               | The Monkees                       |
| 14 января   | The Monkees                               | The Monkees                       |
| 21 января   | The Monkees                               | The Monkees                       |
| 28 января   | The Monkees                               | The Monkees                       |
| 4 февраля   | The Monkees                               | The Monkees                       |
| 11 февраля  | More of The Monkees                       | The Monkees                       |
| 18 февраля  | More of The Monkees                       | The Monkees                       |
| 25 февраля  | More of The Monkees                       | The Monkees                       |
| 4 марта     | More of The Monkees                       | The Monkees                       |
| 11 марта    | More of The Monkees                       | The Monkees                       |
| 18 марта    | More of The Monkees                       | The Monkees                       |
| 25 марта    | More of The Monkees                       | The Monkees                       |
| 1 апреля    | More of The Monkees                       | The Monkees                       |
| 8 апреля    | More of The Monkees                       | The Monkees                       |
| 15 апреля   | More of The Monkees                       | The Monkees                       |
| 22 апреля   | More of The Monkees                       | The Monkees                       |
| 29 апреля   | More of The Monkees                       | The Monkees                       |
| 6 мая       | More of The Monkees                       | The Monkees                       |
| 13 мая      | More of The Monkees                       | The Monkees                       |
| 20 мая      | More of The Monkees                       | The Monkees                       |
| 27 мая      | More of The Monkees                       | The Monkees                       |
| 3 июня      | More of The Monkees                       | The Monkees                       |
| 10 июня     | More of The Monkees                       | The Monkees                       |
| 17 июня     | Sounds Like...                            | Herb Alpert and the Tijuana Brass |
| 24 июня     | Headquarters                              | The Monkees                       |
| 1 июля      | Sgt. Pepper's Lonely Hearts Club Band     | The Beatles                       |
| 8 июля      | Sgt. Pepper's Lonely Hearts Club Band     | The Beatles                       |
| 15 июля     | Sgt. Pepper's Lonely Hearts Club Band     | The Beatles                       |
| 22 июля     | Sgt. Pepper's Lonely Hearts Club Band     | The Beatles                       |
| 29 июля     | Sgt. Pepper's Lonely Hearts Club Band     | The Beatles                       |
| 5 августа   | Sgt. Pepper's Lonely Hearts Club Band     | The Beatles                       |
| 12 августа  | Sgt. Pepper's Lonely Hearts Club Band     | The Beatles                       |
| 19 августа  | Sgt. Pepper's Lonely Hearts Club Band     | The Beatles                       |
| 26 августа  | Sgt. Pepper's Lonely Hearts Club Band     | The Beatles                       |
| 2 сентября  | Sgt. Pepper's Lonely Hearts Club Band     | The Beatles                       |
| 9 сентября  | Sgt. Pepper's Lonely Hearts Club Band     | The Beatles                       |
| 16 сентября | Sgt. Pepper's Lonely Hearts Club Band     | The Beatles                       |
| 23 сентября | Sgt. Pepper's Lonely Hearts Club Band     | The Beatles                       |
| 30 сентября | Sgt. Pepper's Lonely Hearts Club Band     | The Beatles                       |
| 7 октября   | Sgt. Pepper's Lonely Hearts Club Band     | The Beatles                       |
| 14 октября  | Ode to Billie Joe                         | Бобби Джентри                     |
| 21 октября  | Ode to Billie Joe                         | Бобби Джентри                     |
| 28 октября  | Diana Ross and The Supremes Greatest Hits | The Supremes                      |
| 4 ноября    | Diana Ross and The Supremes Greatest Hits | The Supremes                      |
| 11 ноября   | Diana Ross and The Supremes Greatest Hits | The Supremes                      |
| 18 ноября   | Diana Ross and The Supremes Greatest Hits | The Supremes                      |
| 25 ноября   | Diana Ross and The Supremes Greatest Hits | The Supremes                      |
| 2 декабря   | Pisces, Aquarius, Capricorn & Jones Ltd.  | The Monkees                       |
| 9 декабря   | Pisces, Aquarius, Capricorn & Jones Ltd.  | The Monkees                       |
| 16 декабря  | Pisces, Aquarius, Capricorn & Jones Ltd.  | The Monkees                       |
| 23 декабря  | Pisces, Aquarius, Capricorn & Jones Ltd.  | The Monkees                       |
| 30 декабря  | Pisces, Aquarius, Capricorn & Jones Ltd.  | The Monkees                       |